# 丘索瓦亚河 (卡马河支流)
丘索瓦亞河是俄羅斯的河流，位於彼爾姆邊疆區、斯維爾德洛夫斯克州和車里雅賓斯克州，屬於卡馬河的支流，河道全長592公里，流域面積23,000平方公里，在4月中至6月中河水氾濫，以河岸的巨石聞名。

56°14′49″N 60°34′57″E / 56.24694°N 60.58250°E